# Teodoro Enrique Pino Miranda

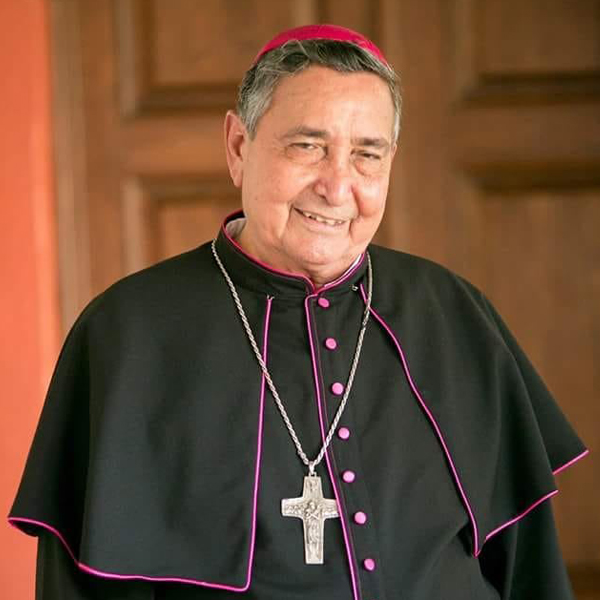
Teodoro Enrique Pino Miranda, 2019

Teodoro Enrique Pino Miranda (* 1. Dezember 1946 in Cucurpe, Bundesstaat Sonora, Mexiko; † 2. Juli 2020 in Huajuapan de León) war ein mexikanischer Geistlicher und römisch-katholischer Bischof von Huajuapan de León.

## Leben
Teodoro Enrique Pino Miranda trat 1959 in das Diözesanseminar von Hermosillo, Sonora, ein. Am 2. April 1972 empfing er in der Kathedrale Unserer Lieben Frau Mariä Himmelfahrt durch Erzbischof Carlos Quintero Arce das Sakrament der Priesterweihe für das Erzbistum Hermosillo. Er hatte verschiedene Diözesanpositionen inne, insbesondere als Vikar der Pastoral. Von 1985 bis 1986 absolvierte er an der Päpstlichen Universität Santa Croce in Rom ein Studium der Social Media. Pino Miranda war Pfarrer der Kathedrale von Hermosillo.
Am 2. Dezember 2000 ernannte ihn Papst Johannes Paul II. zum Bischof von Huajuapan de León. Der Erzbischof von Hermosillo, José Ulises Macías Salcedo, spendete ihm am 31. Januar 2001 die Bischofsweihe; Mitkonsekratoren waren der emeritierte Erzbischof von Hermosillo, Carlos Quintero Arce, und der Bischof von Tehuantepec, Felipe Padilla Cardona. Sein bischöfliches Motto war „Ich bin gekommen, um ihnen das Leben zu geben.“ (Joh 10,10).
Teodoro Pino Miranda war als Bischof ein außergewöhnliches Kommunikationsmittel über die Grenzen der Diözese hinaus und galt als der mexikanische Bischof der Neuevangelisierung und der sozialen Kommunikation. Er war langjähriger Präsident der Bischofskommission für Kommunikationsmittel in der mexikanischen Bischofskonferenz. Zudem war er Mitglied der Bischofskommissionen für die Seelsorge für soziale Kommunikation und der indigenen Kommission.
Er starb im Alter von 73 Jahren an den Folgen einer Krebserkrankung.